# Lina Romay
|  | Per la cantant i actriu mexicana, vegeu María Elena Romay |

Rosa Maria Almirall (Barcelona, 25 de juny de 1954 - Màlaga, 15 de febrer de 2012), més coneguda pel nom artístic Lina Romay, fou una actriu catalana, de presència constant en la filmografia de Jesús Franco a partir de l'any 1972. Esdevingué musa i parella en la vida real del director madrileny, amb qui convivia a Torremolinos. Deu el seu nom artístic a la cantant María Elena Romay.
Morí als 57 anys víctima d'un càncer inesperat.